# Bobovo pri Ponikvi
Bobovo pri Ponikvi phát âm [bɔˈbɔːʋɔ pɾi ˈpoːnikʋi] là một khu định cư ở khu đô thị tự trị Šentjur, miền đông Slovenia. Tuyến đường sắt chính từ Ljubljana đến Maribor chạy dọc theo rìa phía bắc của khu vực định cư. Khu định cư, cũng như toàn bộ đô thị này, được bao gồm trong vùng thống kê Savinja, mà nó nằm trong phân vùng Slovenia của Công quốc lịch sử Styria.

## Tên gọi
Tên gọi của khu định cư được đổi từ Bobovo thành Bobovo pri Ponikvi vào năm 1953.